# Present Tense
Present Tense — четвёртый студийный альбом британской группы Wild Beasts, выпущенный 24 февраля 2014 года на лейбле Domino Records

## Запись альбома
Запись четвёртого студийного альбома заняла у группы больше времени, чем для любого из трёх предыдущих. Хейден Торп, Том Флеминг, Крис Тэлбот и Бен Литтл потратили почти год, чтобы записать одиннадцать композиций для альбома. Написанный в Лондоне, записанный в лондонской студии Konk Studios, а также The Distilery в английском городе Бат, Present Tense стал плодом сотрудничества участников группы и продюсеров Lexxx и Лео Абрахамса.

## Список композиций
Слова и музыка всех песен — Wild Beasts.
| №   | Название                   | Длительность |
| --- | -------------------------- | ------------ |
| 1.  | «Wanderlust»               | 4:55         |
| 2.  | «Nature Boy»               | 3:33         |
| 3.  | «Mecca»                    | 3:45         |
| 4.  | «Sweet Spot»               | 3:59         |
| 5.  | «Daughters»                | 4:47         |
| 6.  | «Pregnant Pause»           | 3:09         |
| 7.  | «A Simple Beautiful Truth» | 2:36         |
| 8.  | «A Dog’s Life»             | 3:21         |
| 9.  | «Past Perfect»             | 2:57         |
| 10. | «New Life»                 | 4:37         |
| 11. | «Palace»                   | 3:20         |